# Afreumenes aterrimus
Afreumenes aterrimus är en stekelart som först beskrevs av Schulthess 1910.  Afreumenes aterrimus ingår i släktet Afreumenes och familjen Eumenidae.

## Underarter
Arten delas in i följande underarter:
- A. a. bicoloratus
- A. a. pseudomelanosoma